# Military Order of the Loyal Legion of the United States

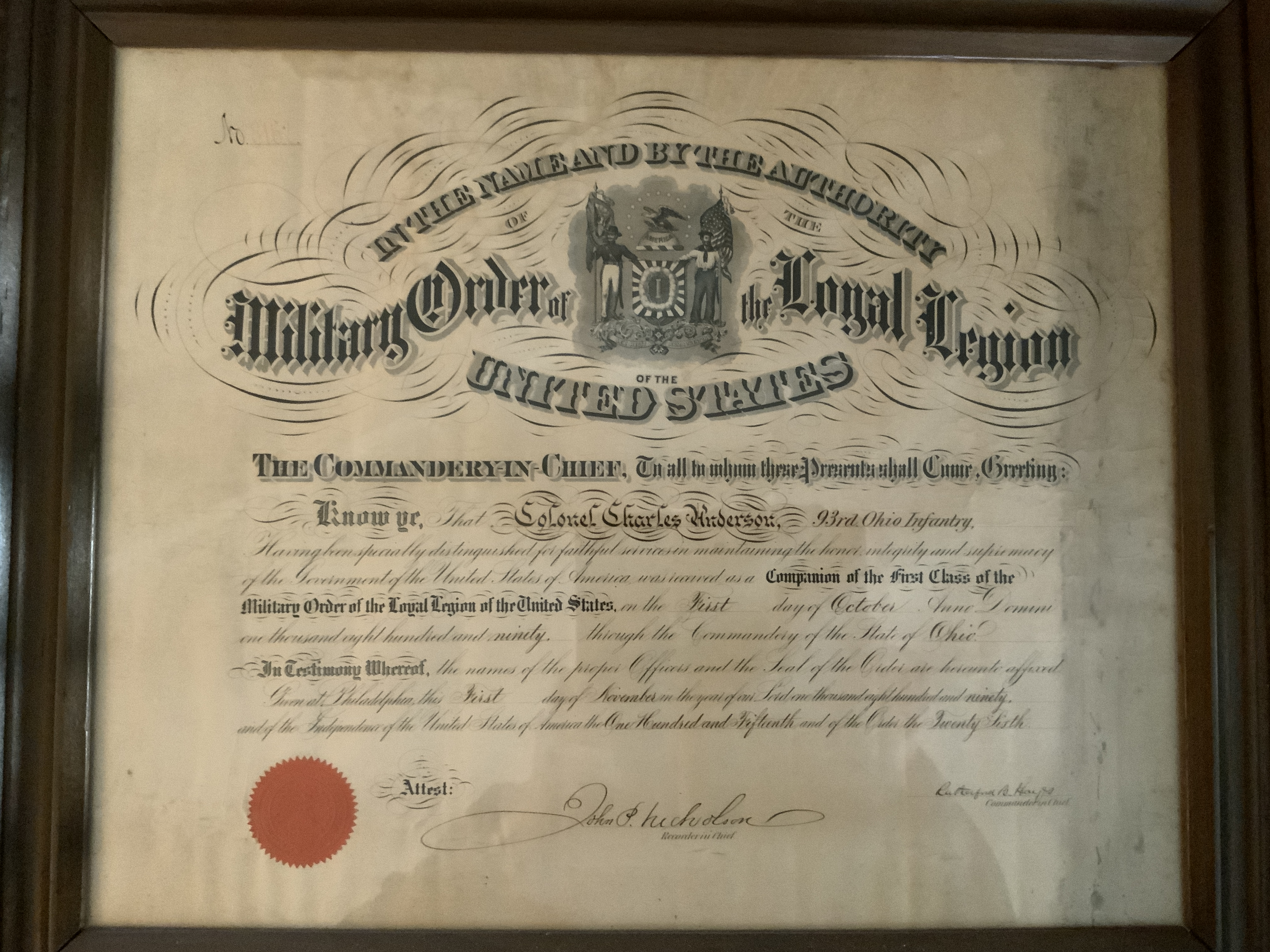
Certificat de la Loyal Legion reçu par le Colonel Charles Anderson

Le Military Order of the Loyal Legion of the United States, connu également sous son acronyme MOLLUS ou plus simplement comme la Loyal Legion (que l'on peut traduire en français par l' « Ordre militaire de la légion des loyalistes des États-Unis »), est un ordre militaire américain qui remonte à la fin de la Guerre de Sécession. Bien qu'il n'ait jamais reçu un soutien ni une reconnaissance officielle du gouvernement, à son apogée, à la fin du XIXe siècle, tous les officiers les plus en titrés en furent membres. Il tire ses origines d'une fraternité d'officiers de l'Armée de l'Union qui s'organisa après l'assassinat du président Abraham Lincoln. L'organisation actuelle est composée de descendants de ces officiers. Son président, élu par les membres, reçoit le titre Commander-in-Chief, dont le premier fut le major-général George Cadwalader et l'actuel, Karl Frederick Schaeffer qui est un vétéran de la Guerre de Corée.
Parmi ses membres, ou comme ils se nomment eux-mêmes, compagnons, on peut rappeler les noms de Ulysses S. Grant, William T. Sherman, Philip Sheridan, George Armstrong Custer, George McClellan, Rutherford B. Hayes, Chester A. Arthur, Benjamin Harrison et William McKinley

## Devise
Lex regit. Arma tuentur

## Membres
- James Henry Gillis